# Aceria populi
Aceria populi är en spindeldjursart som först beskrevs av Alfred Nalepa 1890.  Aceria populi ingår i släktet Aceria, och familjen Eriophyidae. Arten är reproducerande i Sverige.